# Heliophila
Heliophila là chi thực vật có hoa trong họ Cải.